# Ludwig Bernheim

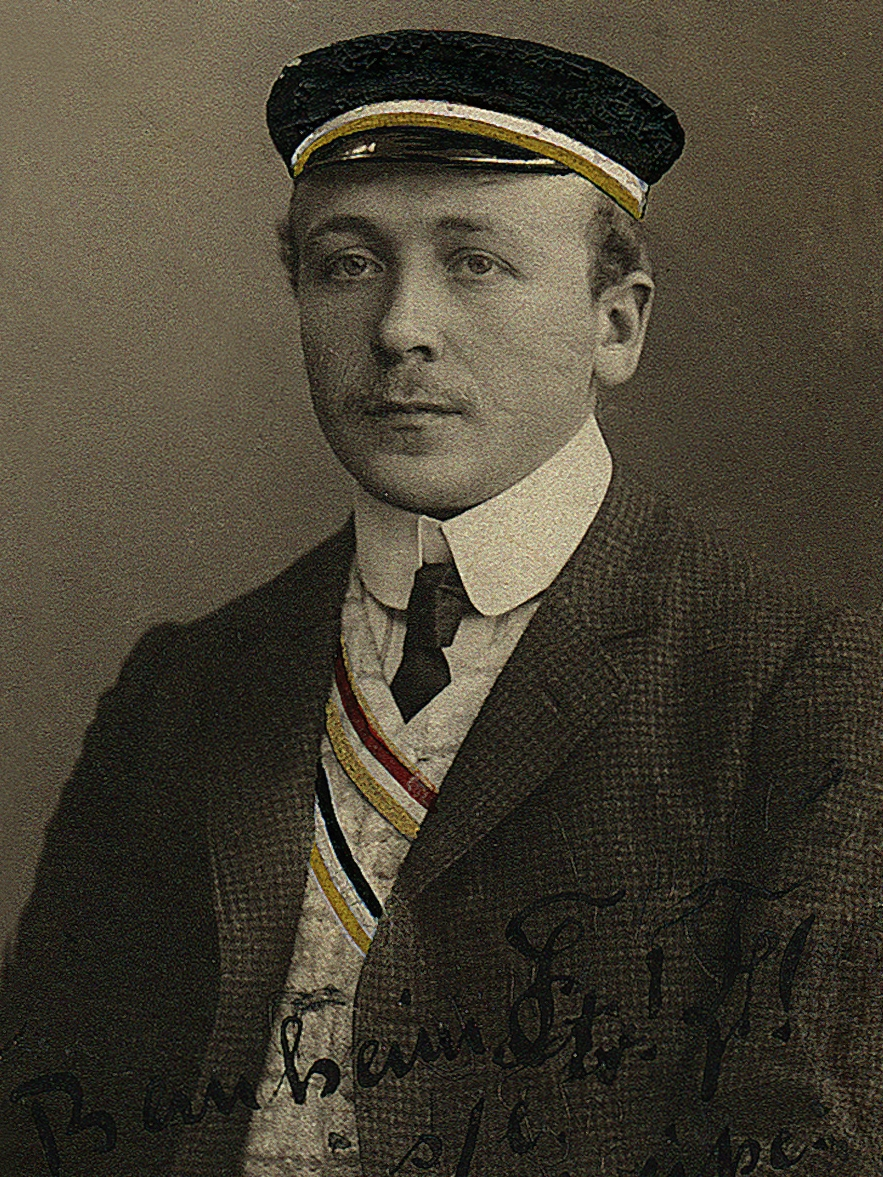
Bernheim als Student

Ludwig Bernheim (* 26. Juni 1884 in Saales, Reichsland Elsaß-Lothringen; † 28. April 1974 in Heidelberg) war ein deutscher Verwaltungsjurist.

## Leben
Bernheim, Sohn eines Arztes, studierte Rechtswissenschaft an der Hessischen Ludwigs-Universität, der Universität Leipzig und der Ludwig-Maximilians-Universität München. 1919 wurde er von der Friedrich-Alexander-Universität Erlangen zum Dr. iur. promoviert. Nach der Teilnahme am Ersten Weltkrieg war er hessischer Kommissar für die wirtschaftliche Demobilisierung in Frankfurt am Main, später Schlichter in Tarifstreitigkeiten in Darmstadt. Zum 1. Mai 1933 trat er der NSDAP bei (Mitgliedsnummer 1.888.674), aber spätestens Februar 1934 hatte er die Partei verlassen. Ende 1933 schied er aus dem öffentlichen Dienst aufgrund des Gesetzes zur Wiederherstellung des Berufsbeamtentums aus.
In der Nachkriegszeit nach dem Zweiten Weltkrieg in Deutschland war Bernheim 1945 der erste Landrat im Landkreis Buchen. Er leitete Spruchkammerverfahren für Angehörige des öffentlichen Dienstes und war 1946 Mitglied der Vorläufigen Volksvertretung für Württemberg-Baden. Er wurde 1948 zum Landrat des Landkreises Sinsheim in Baden gewählt, aber wegen interner Behördenquerelen bereits nach fünf Monaten wieder aus dem Amt gedrängt. Seinen Ruhestand verbrachte er in Heidelberg.
Bernheim war seit 1906 Mitglied des Corps Starkenburgia. 1920 beteiligte er sich an der Rekonstitution des Prager Corps Austria. Austria machte ihn dafür zum Rekonstitutionsphilister und zum Ehrenmitglied. Später wurde er noch Corpsschleifenträger der Saxo-Borussia Heidelberg und der Suevia Heidelberg.